# Калмыцкая (порода коров)
Калмыцкая — порода крупного рогатого скота мясного направления продуктивности.
Создана путём улучшения местного скота, попавшего в Калмыкию из Западной Монголии в XVII веке.

## Характеристика
Масть красная, иногда с белыми отметинами или красно-пёстрая. Калмыцкий скот приспособлен к резко континентальному климату с жарким сухим летом и холодной зимой, хорошо использует зимние пастбища. Способен к интенсивному отложению жира как резерва питательных веществ для использования в период бескормицы.
Вес взрослых коров до 600 кг, быков — до 900 кг. 
К 18 месячному возрасту бычки при интенсивном выращивании и откорме достигают веса 450—550 кг. Убойный выход 57—62 %. Качество мяса молодых животных — хорошее и отличное.
В 1932—1950 годах Калмыцкой породы с быками  Герефордской породы получена неприхотливая, приспособленная к местным условиям  Казахская белоголовая порода. 
Сравнительно недавно, в 2007 году в России в Старополтавском районе Волгоградской области методом межпородного скрещивания коров Калмыцкой породы с быками Абердин-ангусской породы с последующим жестким отбором и разведением помесей «в себе» получена русская комолая порода (животные мясного направления продуктивности). В 15 месяцев бычки весят около 500 кг, тёлочки 350 кг.

## Распространенность
Калмыцкий скот распространён в Калмыкии, Бурятии, Астраханской области России, а также в Казахстане.
В Ростовской области производство говядины осуществляется в основном за счет содержания скота калмыцкой породы на естественных пастбищах. В первую очередь это относится к восточным районам области: Ремонтненский, Заветинский, Дубовский, Орловский, Пролетарский, Сальский, Зимовниковский. Ведущим заводом по разведению калмыцкой породы скота в России, является ростовский ОАО «Племенной Конный Завод «Зимовниковский».